# Rundtur
| Rundtur |
| --- |
| Rundtur med Paddan-båtar i Göteborg. - Betydelse – utflykt till sevärdheter under turistresa eller semestervistelse på annan ort - Bakgrund – från 1883 resp. 1932 i svenskan - Olika ord – rundtur, sightseeing |

Rundtur eller sightseeing (från engelskan sight; 'utsikt', 'sevärdhet' + see, 'skåda', 'se'; uttal: /'sajtsi:ıŋ/) är en turistisk tur. Det inkluderar ofta beskådande av sevärdheter. En sådan utflykt kopplas ofta till en resa utomlands för att titta närmare på det man är intresserat av, gärna tillsammans med en kunnig guide.

## Betydelse
Typiska rundturer är rundvandringar av typen stadsbesiktningar till fots (så kallade stadsvandringar), med buss, hästvagn eller med båt, där en guide berättar om sevärdheterna längs rutten. Man kan även med hjälp av passande litteratur utföra en liknande rundtur på egen hand.
Det finns rundturer med specialinriktning, med fokus på exempelvis kyrkor, slott, konsthallar eller museer. Vandringar kan också följa platser för fiktiva händelser hämtade ur litterära verk och film.

## Olika ord
Rundtur (i svensk skrift sedan 1883) och sightseeing (i svenska sedan 1932) används parallellt i svenska språket. Båda orden har avledningar av typen rundtursbåt, rundtursbuss, rundtursbiljett, sightseeingtur och stadsrundtur.

## Alternativa betydelser
Rundtur kan även syfta på en längre färd, omfattande en eller flera dagar, alternativt själva färdvägen. Detta kan då jämföras med ordet turné ('rundresa'); båda orden har rötter i franskans tour ('vändning', 'vända'). Samma ursprung har även ordet turism.

## Bildgalleri

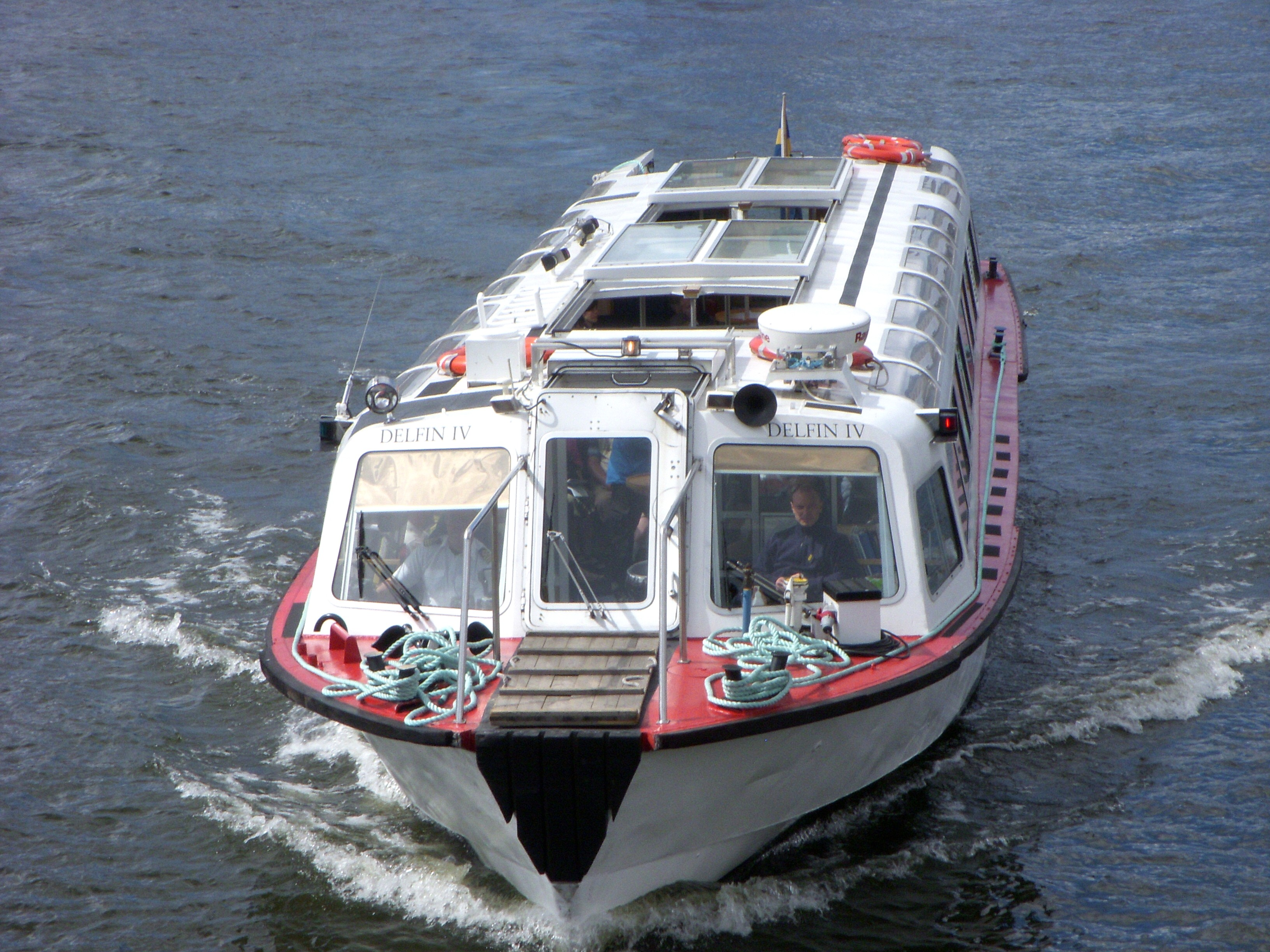
Rundtursbåten Delfin IV i Stockholm.
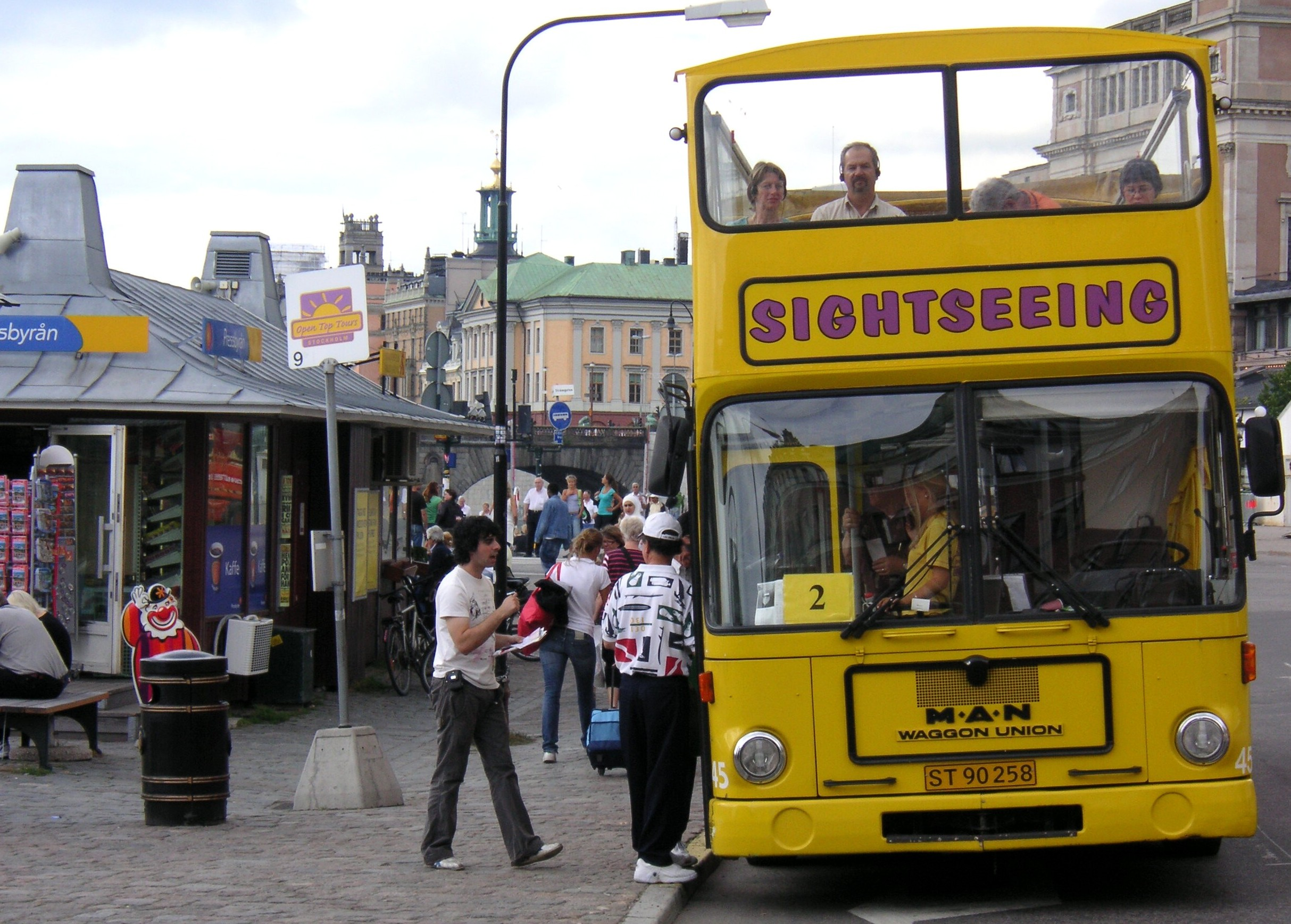
Sightseeingbuss i Stockholm.
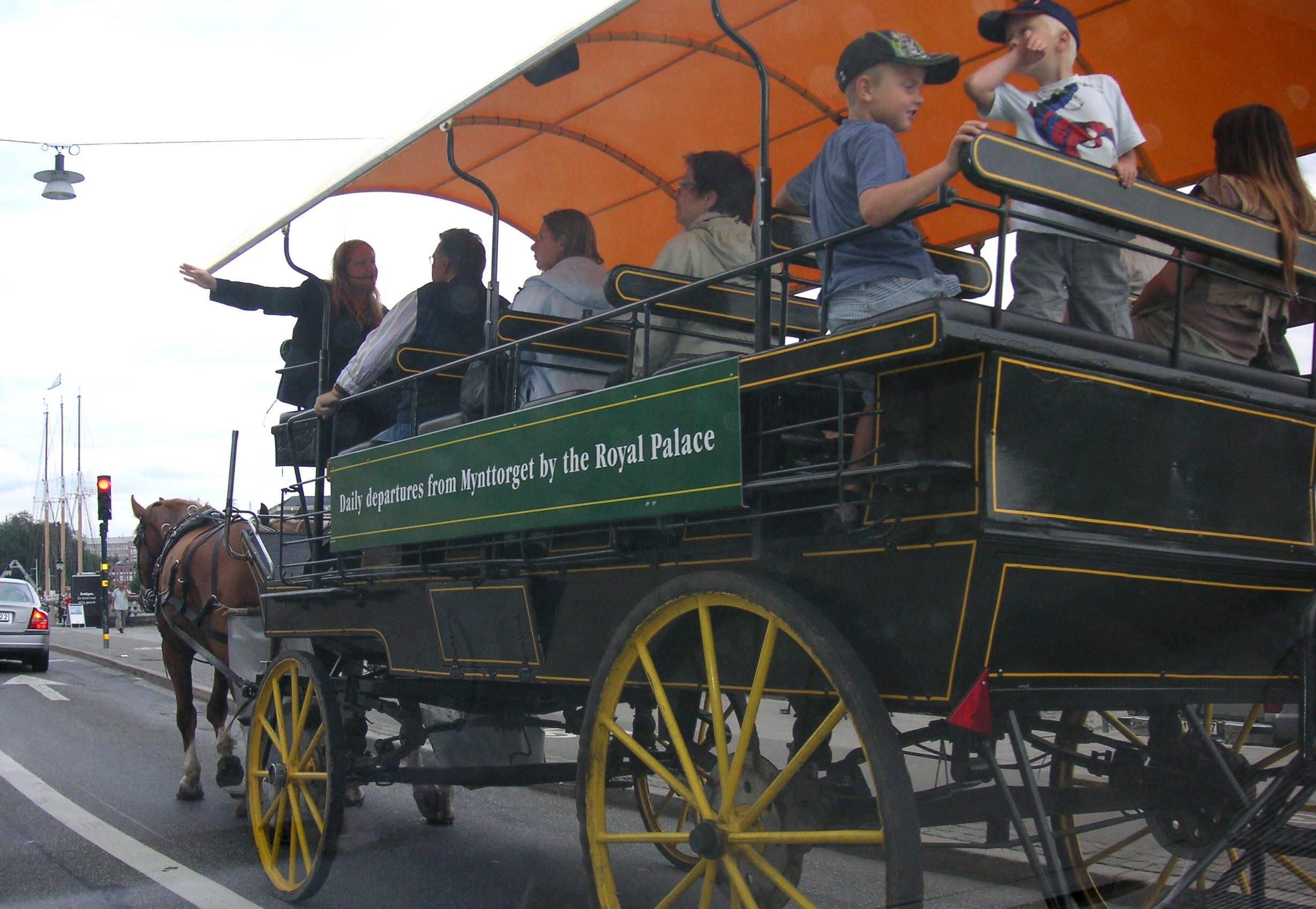
Sightseeing från hästvagn.
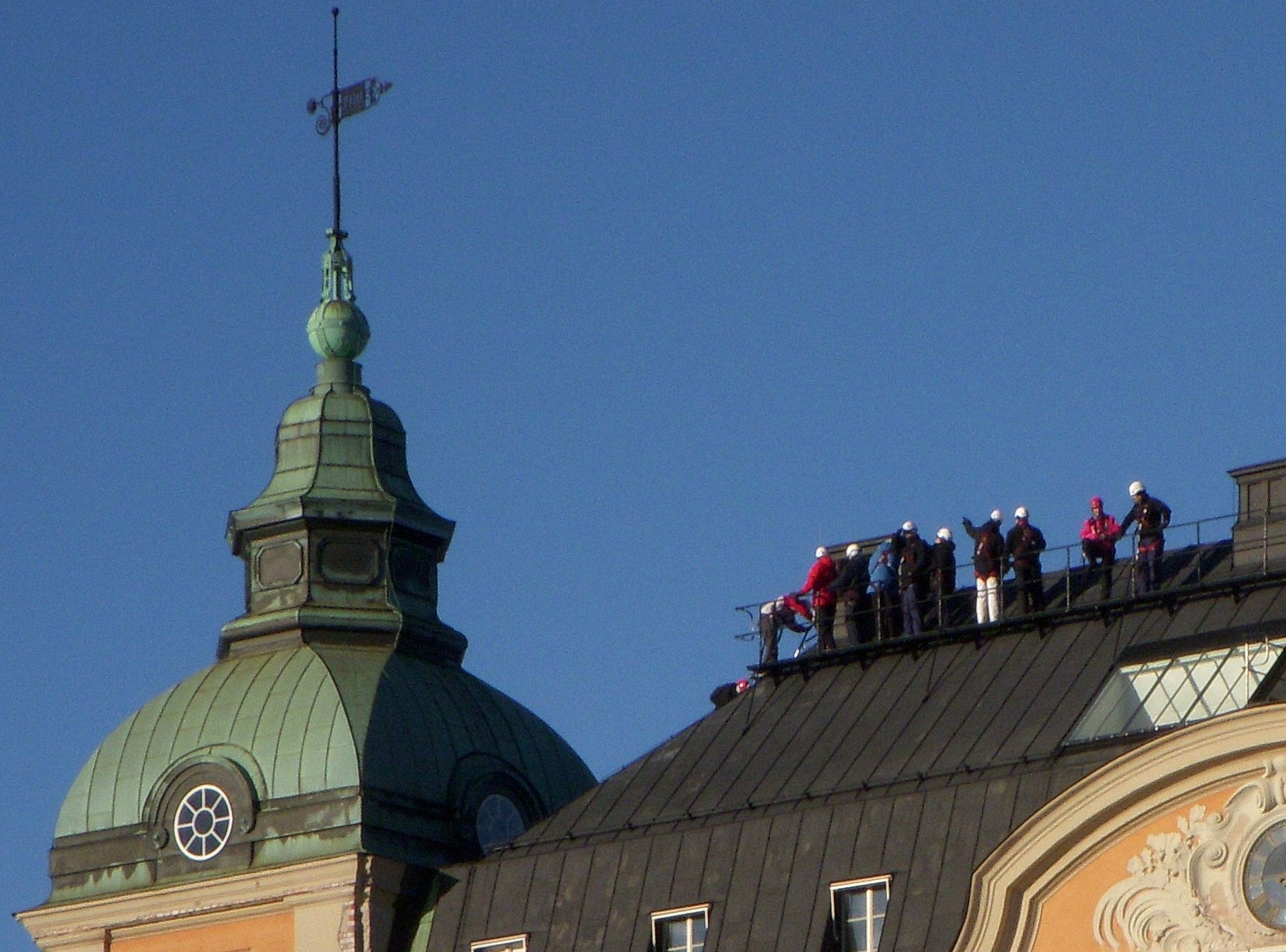
Takvandring i Stockholm.